# Al-Khurafi Cup
Der Al-Khurafi Cup (arabisch كأس الخرافي, DMG Kaʾs al-Ḫurāfī) war ein kuwaitisches Fußballturnier, welches von 1999 bis 2007 ausgetragen wurde. An ihm nahmen alle 14 zu dieser Zeit aktiven Fußballklubs in Kuwait teil.

## Modus
Der Modus bestand (zumindest ab der Saison 2003/04 bis zur letzten Saison 2006/07) aus jeweils einer Gruppenphase mit jeweils sieben Mannschaften. Die besten zwei der Gruppe qualifizieren sich dann für das Halbfinale. Dort spielt dann der erster der Gruppe 1 gegen den zweiten der Gruppe 2 sowie der zweite der Gruppe 1 gegen den ersten der Gruppe 2. Die beiden Sieger spielten dann das Finale unter sich aus. Ab der Saison 2005/06 gab es noch ein Spiel um den dritten Platz.

## Gewinner

### Vor 2003
- 1998/99: al-Arabi
- 1999/2000: al-Salmiya
- 2000/01: al-Arabi
- 2001/02: al-Arabi[1]

### 2002/03
| al-Qadsia                      | al-Qadsia                            | Kazma SC                             | Kazma SC |
| ------------------------------ | ------------------------------------ | ------------------------------------ | -------- |
| al-Qadsia                      | \| Ergebnis: 0:0 n. V., 6:5 i. E. \| | \| Ergebnis: 0:0 n. V., 6:5 i. E. \| | Kazma SC |
| Ergebnis: 0:0 n. V., 6:5 i. E. |                                      |                                      |          |

### 2003/04
| al-Arabi          | al-Arabi                                                       | Kazma                                                          | Kazma |
| ----------------- | -------------------------------------------------------------- | -------------------------------------------------------------- | ----- |
| al-Arabi          | \| 25. Dezember 2003 \| \| Ergebnis: 0:1 \| \| Spielbericht \| | \| 25. Dezember 2003 \| \| Ergebnis: 0:1 \| \| Spielbericht \| | Kazma |
| 25. Dezember 2003 |                                                                |                                                                |       |
| Ergebnis: 0:1     |                                                                |                                                                |       |
| Spielbericht      |                                                                |                                                                |       |

### 2004/05
| al-Qadsia                      | al-Qadsia                                                                       | al-Kuwait                                                                       | al-Kuwait |
| ------------------------------ | ------------------------------------------------------------------------------- | ------------------------------------------------------------------------------- | --------- |
| al-Qadsia                      | \| 23. November 2004 \| \| Ergebnis: 1:1 n. V., 3:5 i. E. \| \| Spielbericht \| | \| 23. November 2004 \| \| Ergebnis: 1:1 n. V., 3:5 i. E. \| \| Spielbericht \| | al-Kuwait |
| al-Qadsia                      | 1:1 Ali Al Kandari (105.)                                                       | 0:1 Nhaier Alshamery (97.)                                                      | al-Kuwait |
| 23. November 2004              |                                                                                 |                                                                                 |           |
| Ergebnis: 1:1 n. V., 3:5 i. E. |                                                                                 |                                                                                 |           |
| Spielbericht                   |                                                                                 |                                                                                 |           |

### 2005/06
| al-Arabi         | al-Arabi                                                      | al-Qadsia                                                     | al-Qadsia |
| ---------------- | ------------------------------------------------------------- | ------------------------------------------------------------- | --------- |
| al-Arabi         | \| 31. Oktober 2005 \| \| Ergebnis: 1:2 \| \| Spielbericht \| | \| 31. Oktober 2005 \| \| Ergebnis: 1:2 \| \| Spielbericht \| | al-Qadsia |
| al-Arabi         | 1:2 Mohammed Jragh (87.)                                      | 0:1 Khalaf Al-Salamah (66.) 0:2 Bader Al-Mutawa (68.)         | al-Qadsia |
| al-Arabi         | Nawaf Shuwaie`a (22.), Khaled Abdel-qoddus (35.)              | Bader Al-Mutawa (50.)                                         | al-Qadsia |
| 31. Oktober 2005 |                                                               |                                                               |           |
| Ergebnis: 1:2    |                                                               |                                                               |           |
| Spielbericht     |                                                               |                                                               |           |

### 2006/07
| al-Kuwait           | al-Kuwait                                                         | Kazma                                                             | Kazma |
| ------------------- | ----------------------------------------------------------------- | ----------------------------------------------------------------- | ----- |
| al-Kuwait           | \| 24. April 2007 \| \| Ergebnis: 0:1 (0:0) \| \| Spielbericht \| | \| 24. April 2007 \| \| Ergebnis: 0:1 (0:0) \| \| Spielbericht \| | Kazma |
| al-Kuwait           | 0:1 Faisal Dakheel Al-adwani (54.)                                |                                                                   | Kazma |
| al-Kuwait           | (41.), Fahad Al-hamad (64.), Faisal Dashti (70.)                  |                                                                   | Kazma |
| 24. April 2007      |                                                                   |                                                                   |       |
| Ergebnis: 0:1 (0:0) |                                                                   |                                                                   |       |
| Spielbericht        |                                                                   |                                                                   |       |

### Ewige Rangliste
| Klub       | Siege |
| ---------- | ----- |
| al-Arabi   | 3     |
| al-Qadsia  | 2     |
| Kazma      | 2     |
| al-Kuwait  | 1     |
| al-Salmiya | 1     |